# Thomas Logie MacDonald
Thomas Logie MacDonald (1901-1973) fue un astrónomo y político escocés.

## Semblanza
Licenciado por la Universidad de Glasgow, fue secretario y presidente de la Sección del Oeste de Escocia de la Asociación Astronómica Británica. Resultó elegido miembro de la Real Sociedad de Edimburgo el 5 de marzo de 1928.
MacDonald fue concejal y alcalde por el Partido Laborista de la localidad de Carlisle desde mayo de 1961 a 1962. 
El hermanamiento entre las ciudades de Carlisle y Flensburg (Alemania) se estableció durante su período en la alcaldía.

## Eponimia
- El cráter lunar McDonald lleva este nombre en su memoria,[3] honor compartido con el banquero estadounidense del mismo apellido William Johnson McDonald  (1844-1926).